# Фрасинеле Полезине
Фрасинеле Полезине је насеље у Италији у округу Ровиго, региону Венето.
Према процени из 2011. у насељу је живело 431 становника. Насеље се налази на надморској висини од 5 м.

## Становништво
Према резултатима пописа становништва 2011. у општини је живело 1.529 становника.
| 1951. | 1961. | 1971. | 1981. | 1991. | 2001. | 2011. |
| ----- | ----- | ----- | ----- | ----- | ----- | ----- |
| 3.183 | 2.298 | 1.960 | 1.844 | 1.751 | 1.626 | 1.529 |